# 熊本博物館

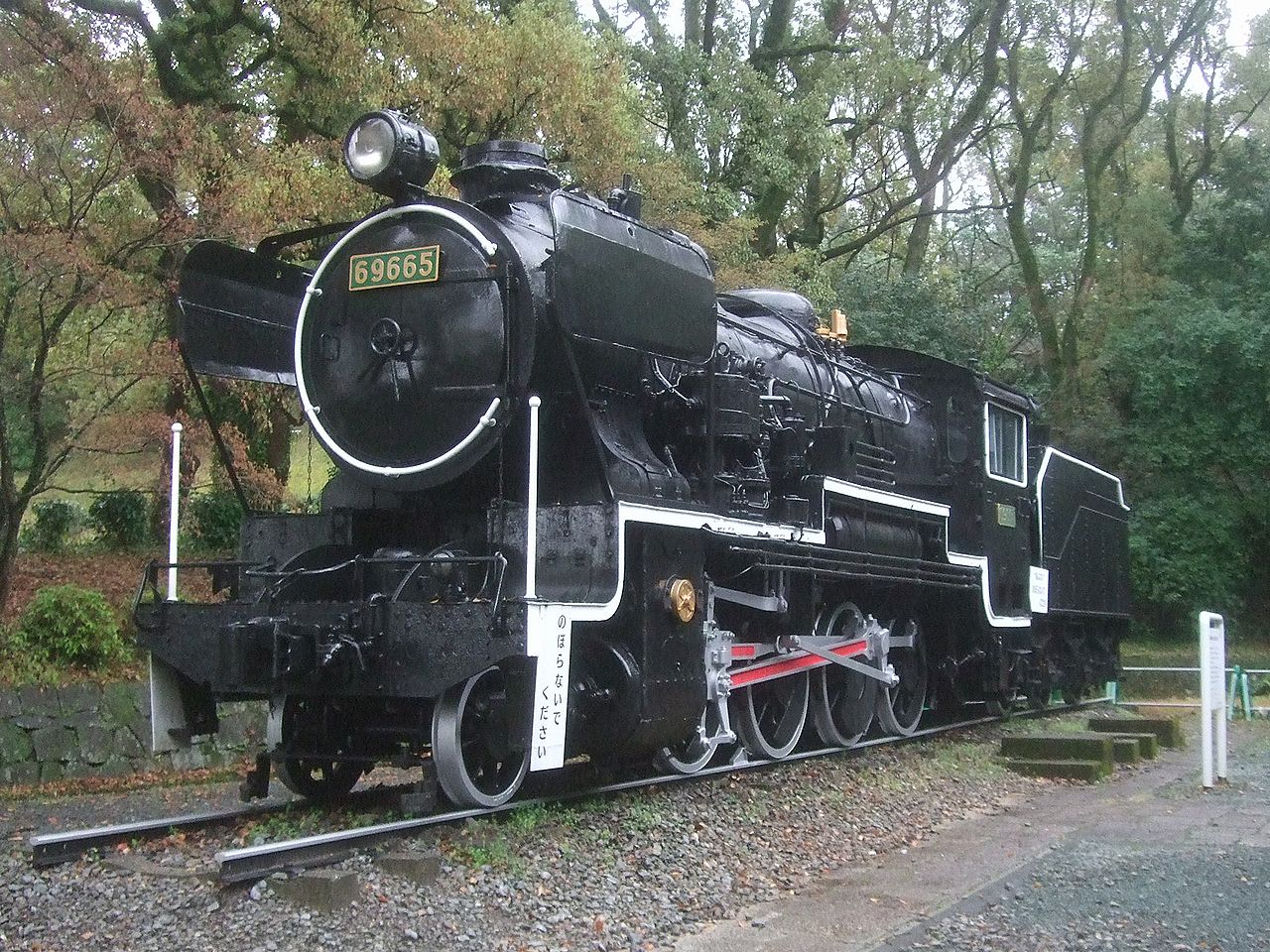
展示物の国鉄9600形蒸気機関車69665号機

熊本博物館（くまもとはくぶつかん）は、昭和27年（1952年）に開館した熊本市立の博物館。
昭和53年（1978年）に現在の本館が開館した。平成27年（2015年）から大規模リニューアルのため休館し、平成30年（2018年）にリニューアルオープンした。
新しくなった熊本博物館では「未来へつなぐ熊本の記憶」をテーマに、古代から現代まで約4100点を展示している。１階は旧石器時代や西南戦争等の展示、２階は熊本に生息する動植物等の展示、地下にはプラネタリウムがある。

## 概要
- 1952年（昭和27年）2月4日 - 第2館（熊本城宇土櫓）が開館。
- 1952年（昭和27年）6月5日 - 第1館（旧第六師団司令部跡）が開館。
- 1960年（昭和35年）9月22日 - 熊本博物館分館（熊本城天守閣）発足。
- 1961年（昭和36年）2月 - 熊本博物館本館として、市勧業館2・3階に再開館。
- 1977年（昭和52年）12月 - 閉館。
- 1978年（昭和53年）4月1日 - 現本館が熊本城三の丸地区に開館。設計は黒川紀章建築都市設計事務所。
- 2015年（平成27年）7月1日 ‐ 大規模リニューアル工事のため休館。
- 2018年（平成30年）12月1日13時 ‐ リニューアルオープン。

常設展示室では、1階は熊本の歴史を、2階では熊本の自然を学ぶことができる。他にプラネタリウムがある。

## 利用案内

### 本館
- 休館日：月曜日（月曜日が祝日のときは翌日）、年末年始（12月29日～1月3日）、保守点検期間など[2]
- 開館時間：9時 - 17時（入館は16:30まで）[2]
- 入場料[2]
  - 一般400円（30人以上の団体割引は320円）
  - 大学生・高校生300円（30人以上の団体割引は240円）
  - 中学生以下200円（30人以上の団体割引は160円）

- 年間入場券[2]
  - 一般1,000円
  - 大学生・高校生750円
  - 中学生以下500円

- プラネタリウム[2]
  - 一般200円（30人以上の団体割引は160円）
  - 大学生・高校生150円（30人以上の団体割引は120円）
  - 中学生以下100円（30人以上の団体割引は80円）

※乳幼児、障害者手帳保持者、熊本市内の65歳以上の高齢者及び小中学生（証明書等所持者）は、入場料は無料。

### 分館（熊本城天守閣）
- 休館日、入場料とも熊本城入園情報に同じ

## 交通アクセス
- 熊本駅もしくは桜町BTから熊本城周遊バスに乗車し「熊本博物館・旧細川刑部邸前」下車
- 熊本市電B系統 杉塘停留場より徒歩5分
- 九州自動車道熊本インターチェンジより9.5km

## 歴代館長
「歴代館長一覧」を元に記載。
- 1代：佐伯 清太（1951年12月-1958年3月）
- 2代：堀 光之助（1958年3月-1963年4月）
- 3代：森高 清次（1963年5月-1968年11月）
- 4代：田尻 進（1968年12月-1969年5月）
- 5代：上村 健一（1969年6月-1979年12月）
- 6代：矢富 齊（1979年4月-1983年4月）
- 7代：塩見 顯（1983年8月-1984年7月）
- 8代：清本 俊卓（1984年9月-1986年3月）
- 9代：西岡 鐵夫（1986年4月-1987年3月）
- 10代：塘添 亘男（1987年4月-1992年12月）
- 11代：村上 貞昭（1993年1月-1994年3月）
- 12代：豊田 孝雄（1994年4月-1996年3月）
- 13代：園田 一也（1996年4月-1997年3月）
- 14代：矢毛 隆三（1997年4月-2000年3月）
- 15代：東瀬 偉一（2000年4月-2003年3月）
- 16代：大橋 康（2003年4月-2006年3月）
- 17代：古場 賢剛（2006年4月-2009年3月）
- 18代：藤森 利一（2009年4月-2010年3月）
- 19代：前野 清隆（2010年4月-2013年3月）
- 20代：原田 哲朗（2013年4月-2016年3月）
- 21代：和田  仁（2016年4月-2018年3月）
- 22代：植木 英貴（2018年4月-2020年3月）
- 23代：田端 文一（2020年4月-2022年3月）
- 24代：竹原 浩朗（2022年4月-）

## 近隣施設
- 熊本城二の丸公園
- 旧細川刑部邸
- 熊本県護国神社
- 藤崎台県営野球場
- 熊本市役所古京町別館
- 熊本市子ども文化会館
- 熊本県伝統工芸館
- 熊本県立美術館本館